# Portugal aux Jeux olympiques d'hiver de 2010
Cet article contient des informations sur la participation et les résultats du Portugal aux Jeux olympiques d'hiver de 2010 à Vancouver au Canada. Le Portugal était représenté par 1 athlète.

## Cérémonies d'ouverture et de clôture

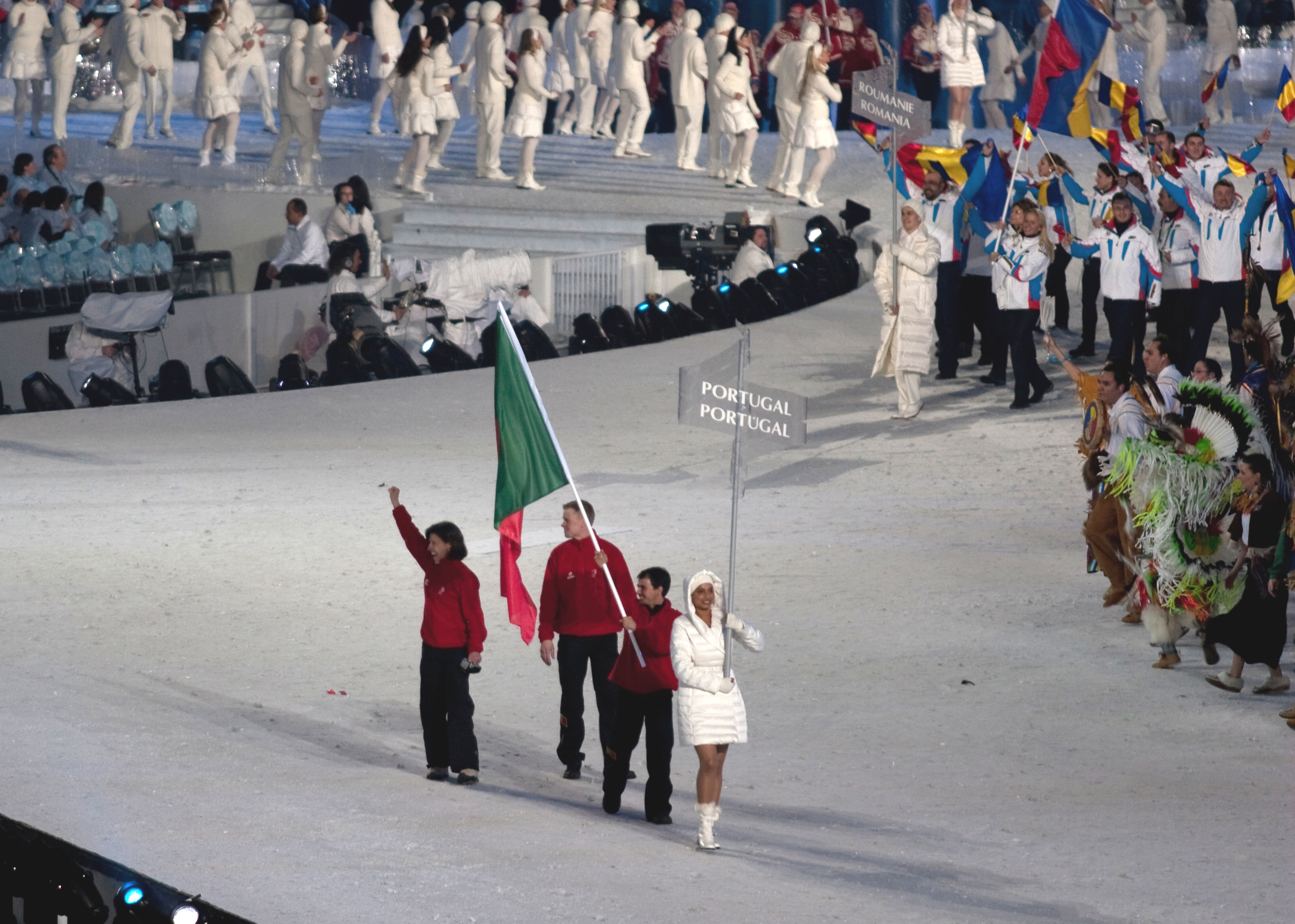
Entrée de la délégation portugaise lors de la cérémonie d'ouverture.

Comme cela est de coutume, la Grèce, berceau des Jeux olympiques, ouvre le défilé des nations, tandis que le Canada, en tant que pays organisateur, ferme la marche. Les autres pays défilent par ordre alphabétique. Le Portugal est la 64e des 82 délégations à entrer dans le BC Place Stadium de Vancouver au cours du défilé des nations durant la cérémonie d'ouverture, après la Pologne et avant la Roumanie. Cette cérémonie est dédiée au lugeur géorgien Nodar Kumaritashvili, mort la veille après une sortie de piste durant un entraînement. Le porte-drapeau du pays est le fondeur Danny Silva.
Lors de la cérémonie de clôture qui se déroule également au BC Place Stadium, les porte-drapeaux des différentes délégations entrent ensemble dans le stade olympique et forment un cercle autour du chaudron abritant la flamme olympique. Comme lors de la cérémonie d'ouverture, le drapeau est porté par Danny Silva.

## Ski de fond
- Danny Silva

## Diffusion des Jeux au Portugal
Les Portugais peuvent suivre les épreuves olympiques en regardant les chaînes RTP1 et RTP2 et RTPN du groupe public Radio Télévision du Portugal (RTP), ainsi que sur le câble et le satellite sur Eurosport. Eurosport et Eurovision permettent d'assurer la couverture médiatique portugaise sur Internet.